# Mossynoiker
Die Mossynoiker (gr. Μοσ(σ)ύνοικοι Mos(s)ýnoikoi „Holzturmbewohner“, lat. Mossyn(oec)i) waren ein kleinasiatischer Volksstamm an der südöstlichen Küste des Schwarzen Meeres. Ihr Siedlungsgebiet lag westlich von Kerasus und war den Chalybern und Tibarenern benachbart. Zusammen mit den Tibarenern, Makronern, Moschern und Marern bildeten sie die 19. Satrapie im Perserreich.
Die Mossynoiker galten bei den antiken Autoren als kriegerisch und unzivilisiert. So erzählt Apollonios von Rhodos (Argonautika 2,1019–1025), dass sie in der Öffentlichkeit kopulierten.